# 清水勉
清水 勉（しみずつとむ、1953年10月6日 - ）は、日本の弁護士。東京弁護士会所属。東京市民オンブズマン、「明るい警察を実現する全国ネットワーク」代表。埼玉県生まれ。埼玉県立熊谷高等学校を経て、東北大学法学部卒業。

## 人物
- 薬害エイズ訴訟において保田行雄らとともに活動し勝訴に導いた。
- 平成17年から長野県情報公開審査会の会長を務める。
- 2010年現在は、警察の裏金や職務質問問題・警察官の検挙ノルマ問題に関する活動が顕著である。警視庁赤坂署や万世橋警察署の職務質問事件、銃器対策課の不正経理訴訟で原告側代理人を担当し、いずれも原告が実質勝訴した。
- 『明るい警察を実現する全国ネットワーク』の代表に原田宏二の後任として就任。

## 著作

### 共著
- 『住基ネットとは何か』（明石書店）：伊藤穣一、櫻井よしこらと共著 2002/9/19
- 『「マイナンバー法」を問う』（岩波書店、桐山桂一との共著）2012 (岩波ブックレット ; No.847)

### 寄稿
- 原田宏二『警察内部告発者』（講談社、2005年）：後書きを担当。ここで『群馬県警元警部補懲戒免職処分取消請求訴訟』を支援するきっかけについて書いている。